# Das Geheimnis der eisernen Maske
Das Geheimnis der eisernen Maske (Alternativtitel: Die eiserne Maske, internationaler Titel: The 5th Musketeer) ist ein Mantel-und-Degen-Film aus dem Jahr 1979 von Ken Annakin. Er entstand frei nach dem Abenteuerroman Der Vicomte von Bragelonne (1846) von Alexandre Dumas dem Älteren.

## Handlung
Im Zentrum des Geschehens steht der zu Unrecht eingekerkerte und in der Verbannung lebende Zwillingsbruder des französischen Königs Ludwig XIV. Um sein Gesicht anderen gegenüber zu verbergen, wurde ihm einst eine eiserne Maske über den Kopf gestülpt, die er selbst nicht entfernen kann. Der alternde D’Artagnan und seine Musketierfreunde versuchen, dieses Unrecht zu beenden und den geheimnisvollen Gefangenen zu befreien. Denn nur er hat einen rechtmäßigen Anspruch auf Frankreichs Thron. Diese Begebenheiten führen zu zahlreichen Verwechslungen und Intrigen am Hof.

## Hintergrund
Das Geheimnis der eisernen Maske wurde produziert von S & T Film, Heinz Lazek und Ted Richmond fungierten als ausführende Produzenten. Der in englischer Sprache gedrehte Film entstand vorwiegend in den Wiener Rosenhügel-Filmstudios, sowie im Wiener Umland, z. B. auf Burg Kreuzenstein. Thronsaalszenen wurden in der Wiener Votivkirche gedreht.
In Deutschland wurde Das Geheimnis der eisernen Maske erstmals auf VOX am 24. Juli 1994 gezeigt.

## Kritik
Filme 1993/94 schrieb: „Remake des Abenteuerfilms Der Mann mit der eisernen Maske nach einem Roman von Dumas, das neben der guten Besetzung wenig Neues zu bieten hat.“ Vincent Canby bemerkt in seiner New-York-Times-Kritik, der Film schaffe es, neben einer Besetzungsliste wie für einen der Airport-Filme und trotz des Aufwandes an Intrigen, Duellen, ausführlichen Degenfechtereien, üppigen Kostümen und noch üppigerer Ausstattung, einzigartig stillos zu sein und den Betrachter gar beteiligungslos bleiben zu lassen.